# Marko Hrvatin
Marko Hrvatin (31 ottobre 1987) è un allenatore di calcio a 5 ed ex giocatore di calcio a 5 sloveno.

## Carriera
Hrvatin ha fatto parte della nazionale maschile under 21 di calcio a 5 della Slovenia che, nel 2008, ha partecipato al campionato europeo di categoria.